# Lulu.com

Logotipo de Lulu.com

Lulu es una plataforma estadounidense de autopublicación que se especializa en la publicación e impresión de obras con propiedad intelectual utilizando la impresión bajo demanda. Con oficinas centrales ubicadas en Morrisville, Carolina del Norte, Lulu ofrece servicios a autores, artistas, músicos y empresas. Ofrece la posibilidad de publicar y comprar los títulos de los miembros en su mercado virtual por medio de la impresión por demanda (solo se imprimen los productos cuando se encargan).
La plataforma de Lulu permite a los creadores publicar libros, imágenes, CD, DVD, álbumes de fotos, calendarios y otros soportes por medio de herramientas que desarrollan. Los compradores tienen la posibilidad de navegar por este mercado global virtual buscando productos e interactuando con los creadores.
El servicio de Lulu es gratuito, un autor puede publicar sus creaciones sin costos iniciales. Como contrapartida, Lulu solo ofrece ayuda y soporte técnico por medio de los foros y ayuda en línea.

## Acerca de Lulu
Lulu permite la publicación de los proyectos en su sitio web y son impresos por imprentas ubicadas por el mundo. Para añadir una obra, su creador ingresa la información de la publicación, sube el contenido en un documento en formato compatible, selecciona el encuadernado y otras opciones y elige la ganancia que quiere recibir por cada copia. Lulu convierte el documento en formato PDF y calcula el precio total, incluyendo el 25% de la ganancia que cobra de comisión. 
Los creadores conservan todos los derechos de autor y el control creativo sobre sus obras. Los derechos de impresión y comercialización de Lulu no son exclusivos (aunque los ISBNs de "Publicado por Lulu" no se pueden usar en otro lado). El creador puede adquirir copias con descuentos para comercializar directamente. Este descuento por lo general no es suficiente para hacer distribución mayorista por parte del creador útil, pero, sigue siendo menor al descuento que un minorista esperaría recibir para vender el producto. La compañía ofrece servicios de distribución que incluyen la asignación de un ISBN y la distribución de los libros a otras librerías. También incluyen la distribución electrónica de los mismos. 
A comienzos del 2006, Lulu recibió el pedido número 1.000.000.
Lulu no promociona los libros de sus clientes por ellos.

## Historia
El CEO de Lulu es el cofundador de Red Hat Bob Young. Y el nombre de la compañía proviene del concepto lulu utilizado hace varias décadas en inglés para describir a una persona, un objeto o una idea impresionante. 
Desde su fundación, Lulu ha ampliado continuamente su gama de productos, ofreciendo nuevos tamaños y más tipos de encuadernaciones. Lulu también actualiza continuamente su tecnología, mejorando la experiencia para los creadores. 
Lulu ofrece libros de tapa blanda, tapa dura con o sin sobrecubierta, calendarios, libros de imágenes, álbumes de fotos, CD, DVD, impresión en blanco y negro o a color, obras de arte enmarcadas y pósters.